# 長良川右岸道路

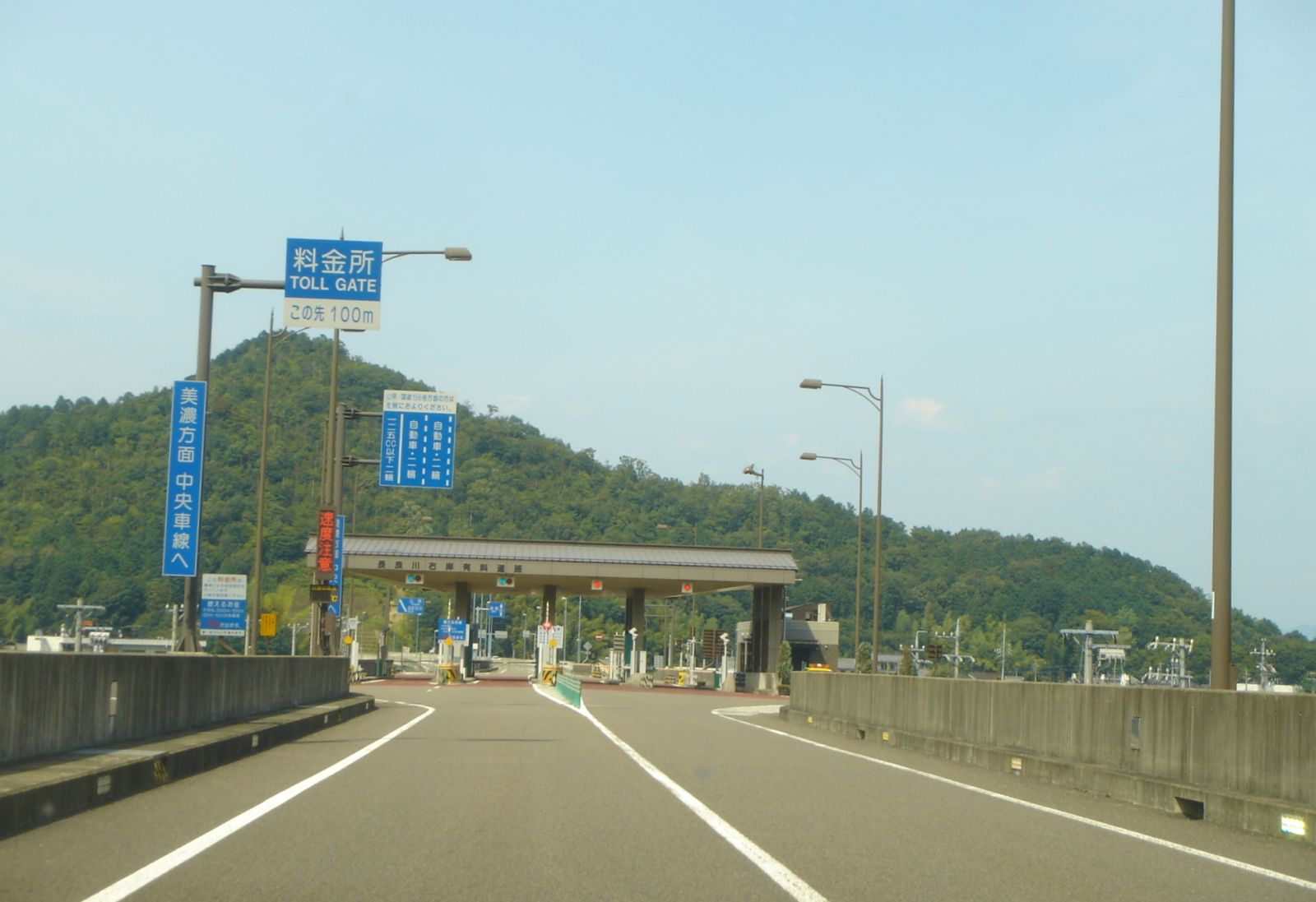
長良川右岸有料道路料金所（2008年7月撮影）

長良川右岸道路（ながらがわうがんどうろ）は、岐阜県岐阜市長良古津から同県岐阜市加野までを結ぶ、主要地方道岐阜美濃線（岐阜県道94号岐阜美濃線）のバイパス道路である。かつては岐阜県道路公社が管理していた長良川右岸有料道路という有料道路だった。本項では長良川右岸道路以外のバイパス区間についても記述する。

## 概要
長良川沿いに走る岐阜県道94号岐阜美濃線の渋滞緩和を目的とした岐阜美濃線バイパス（延長4.6km）の整備期間を短縮するため、バイパスの一部区間を有料道路事業として整備した。長良川右岸有料道路には有料道路事業費と公共道路改良事業費が投入され、公共道路改良事業は岐阜県道路公社が岐阜県から受託して施工した。全体事業費は56億円（うち有料道路事業費は28億円）。1997年（平成9年）10月1日に着手し、2001年（平成13年）4月1日に供用開始した。区間中には大蔵山トンネル（延長940m）があり、トンネルを抜けた高架部分に料金所が設けられていた。その後、岐阜県道93号川島三輪線へ分岐接続する。2007年（平成19年）3月3日には北側に隣接する番場山工区が公共事業で開通した。また、2015年（平成27年）3月3日には南側に隣接する小島山工区も公共事業で開通した。
2010年（平成22年）3月に策定された岐阜県の行財政改革アクションプランで、岐阜県道路公社が管理する有料道路を無料開放して同公社を解散する方針が示され、長良川右岸有料道路も島大橋有料道路、長良川リバーサイド有料道路と同時に2012年（平成23年）4月1日午前0時に無料開放された。無料化前の2012年（平成23年）3月28日と無料化後の2012年（平成23年）4月6日の交通量調査結果によると、1日あたりの交通量は、無料化前の約1,600台から無料化後の約6,800台へと約4.3倍に増加した。

## 年表
- 1997年（平成9年）10月1日 - 工事着手
- 2001年（平成13年）4月1日 - 供用開始
- 2007年（平成19年）3月3日 - 番場山トンネル開通に伴う記念イベントを開催
- 2010年（平成22年）3月 - 岐阜県の行財政改革アクションプランで、岐阜県道路公社の解散と同公社が管理する有料道路の無料化を決定
- 2011年（平成23年）
  - 9月29日 - 無料開放に向け「と～るロード・ファイナルキャンペーン」を実施
  - 12月23日 - 「カウントダウン100」カウントダウンボードの除幕式を実施
- 2012年（平成24年）
  - 3月27日 - 3月31日までの4日間、通行者に対して記念ボールペンをプレゼント
  - 3月31日 - 有料道路としての管理運営を終了
  - 4月1日 - 午前0時から無料開放、地元主催による無料化式典を実施

## 旧・長良川右岸有料道路

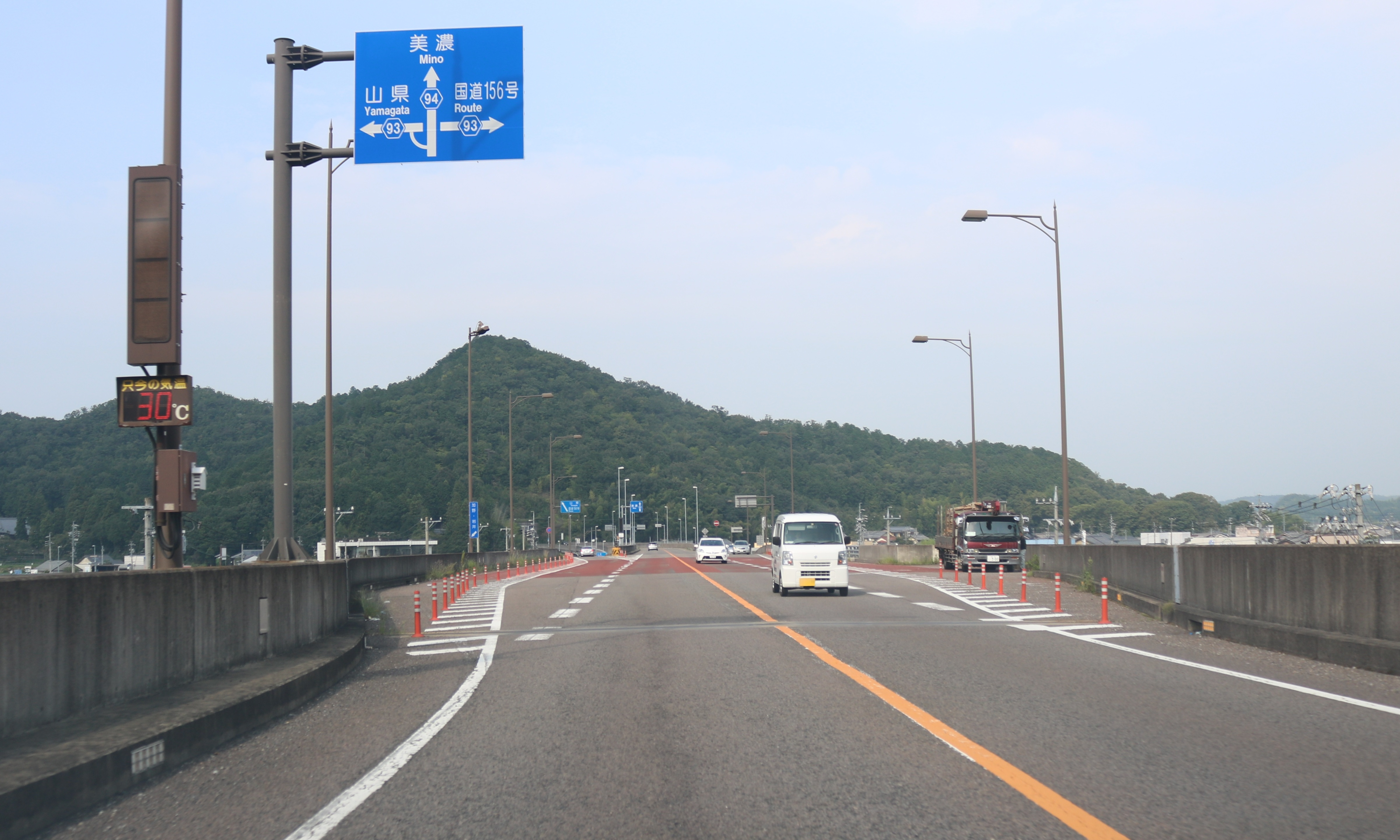
岐阜県道93号川島三輪線と立体交差する加野高架橋（2017年8月撮影）

### 諸元
- 延長：1.3km
- 幅員：9.0m（車道幅員：6.5m）
- 道路規格：第3種第3級
- 設計速度：50km/h
- 車線数：2車線
- 主な構造物
  - 大蔵山トンネル：940m
  - 加野高架橋：281.6m（本線部：206.6m、ランプ部：75.0m）
  - 下部工
    - 橋台：1基（逆T式橋台）
    - 橋脚：7基（張出式橋脚×2、π型式橋脚×5）

  - 上部工
    - PC中空床版橋
      - 2径間連続PC中空床版
      - 5径間連続PC中空床版
- 所在地：岐阜県岐阜市長良古津 - 岐阜市加野
- 全体事業費：56億円（うち有料道路事業費：28億円）
- 料金徴収期間：11年間（2001年4月1日 - 2012年3月31日）
  - 当初予定 : 30年間（2001年4月1日 - 2031年3月31日）
- 料金徴収方法：自動料金収受機
- 工事期間：1997年10月1日 - 2001年3月31日

### 利用状況
- 2003年度 : 39万4866台（料金収入：3427万0210円）[6]
- 2004年度 : 33万2824台（料金収入：2880万7389円）[6]
- 2005年度 :
- 2006年度 : 30万9948台（料金収入：2655万6000円）[7]
- 2007年度 : 52万2691台（料金収入：4459万7259円）[7][8]
- 2008年度 : 50万3940台（料金収入：4263万8700円）[8]
- 2009年度 : 50万5724台（料金収入：4205万4786円）[9]
- 2010年度 : 62万2814台（料金収入：5235万4760円）[10]

### 通行料金
- 普通車：100円
- 大型車（I）：150円
- 大型車（II）：350円
- 軽自動車等：50円
- 軽車両等：10円（自転車は通行禁止）

## 公共事業区間

### 番場山工区

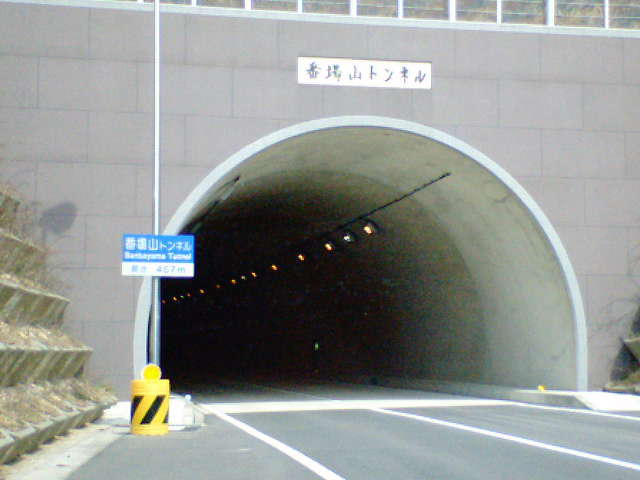
番場山トンネル（岐阜市側坑口：2007年3月撮影）

岐阜市加野から岐阜市溝口に至る事業延長1,473mのバイパス道路である。この区間は、岐阜美濃線の現道と長良川右岸道路の接続道路として幅員狭小区間・線形不良区間の解消を目的として建設された。主な構造物として番場山トンネル（延長457m）があり、車道幅員6.5mの2車線道路を地方道路交付金事業で整備した。2007年（平成19年）3月3日開通。
- 起点：岐阜県岐阜市加野
- 終点：岐阜県岐阜市溝口
- 事業延長：1,473m
- 全体幅員：9.0m（車道幅員：3.25m×2車線）
- 総事業費：約45億3300万円[11]
- 事業着手：1998年度（平成10年度）
- 完成年度：2006年度（平成18年度）

### 小島山工区
岐阜市中川原から岐阜市長良古津に至る事業延長1,703mのバイパス道路である。この区間は、長良川右岸道路と岐阜美濃線の現道を結ぶもので、主な構造物として小島山トンネル（延長479m）、ランプ部（延長67m）があり、車道幅員6.5mの2車線道路を道路改築事業（社会資本整備総合交付金）で整備した。2015年（平成27年）3月3日午後2時開通。現道との取付道路は2015年（平成27年）12月25日に開通した。
- 起点：岐阜県岐阜市中川原
- 終点：岐阜県岐阜市長良古津
- 事業延長：1,703m
- 全体幅員：9.0m（車道幅員：3.25m×2車線）
- 総事業費：約33億円
- 事業着手：2007年度（平成19年度）
- 完成年度：2015年度（平成27年度）